# Balerante (Palimanan)
Balerante is een bestuurslaag in het regentschap Cirebon van de provincie West-Java, Indonesië. Balerante telt 4904 inwoners (volkstelling 2010).